# Andimaily-Manambolo
Andimaily-Manambolo è una città e comune del Madagascar situata nel distretto di Belo sur Tsiribihina, regione di Menabe. 
La popolazione del comune rilevata nel censimento 2001 era pari a 4 774 unità.